# Sanu durabilitas
Sanu durabilitas ist ein unabhängiger Schweizer Think- and Do-Tank. Seit Mai 2025 tritt die Organisation nach aussen als "Durabilitas" auf. 
Die private, unparteiliche und nicht-gewinnorientierte Stiftung arbeitet als Wegbereiterin für den gesellschaftlichen, wirtschaftlichen und politischen Übergang zu Nachhaltigkeit. Der Sitz der Stiftung ist in Biel. Thema der Stiftung ist der Übergang zur Kreislaufwirtschaft, die nachhaltige Nutzung der Ressource Boden und ein gerechter Strukturwandel (Just Transition). Sanu durabilitas geht von einer ressourcen-, akteur- und institutionenzentrierten Definition nachhaltiger Entwicklung aus: Akteure nutzen Ressourcen in einem institutionell fixierten Rahmen, der den Erhalt dieser Ressourcen garantieren sollte. Ist dieser institutionelle Rahmen unzweckmässig, können die Nutzungsaktivitäten der Akteure nicht nachhaltig geschehen.

## Geschichte der Stiftung
Die Stiftung sanu wurde 1989 von Pro Natura, WWF Schweiz und der Akademie der Naturwissenschaften Schweiz gegründet. Das anfängliche Ziel war der Betrieb einer schweizerischen Ausbildungsstätte für Natur- und Umweltschutz. 2011 entstand aus der ehemaligen Stiftung sanu das privatwirtschaftliche Unternehmen sanu future learning ag, und die Stiftung erfand sich neu als Think- and Do-Tank für nachhaltige Entwicklung: sanu durabilitas. Seit 2025 tritt die Organisation als «Durabilitas» auf. Der Fokus auf den zweiten Teil des Namens soll der Positionierung besser entsprechen und Verwechslungen mit der langjährigen Partnerin, der "sanu ag", vermeiden. Die Organisation ist keine Vergabestiftung.
Sanu durabilitas war an einem von dem Schweizerischen Nationalfonds (SNF) finanzierten Forschungsprojekt der Universität Luzern zum Thema der Kreislaufwirtschaft beteiligt, ebenso bei der Entwicklung eines Bodenindex für „Methoden zur Steuerung des Bodenverbrauchs“. Sanu durabilitas leistete ebenfalls Politikempfehlungen in Bereichen des Flächenverbrauch oder der biotechnische Nutzung genetischer Ressourcen.

## Ziele
In Zusammenarbeit mit Partnern aus Forschung, Wirtschaft, Politik, Verwaltung und der Zivilgesellschaft analysiert die Stiftung Hindernisse, entwickelt Lösungsansätze weiter und passt sie spezifischen Bedürfnissen an. Die Stiftung engagiert sich ebenfalls, Instrumente in der Anwendung zu testen und die dabei gemachten Erfahrungen auszuwerten. Schließlich erarbeitet sie Empfehlungen und bringt diese Entscheidungsträgern und der Öffentlichkeit zur Kenntnis.

## Projekte
Sanu durabilitas setzt sich z. B. mit dem Projekt "Au REverre" für mehr Mehrweg und dadurch auch mehr in der Schweiz ein. Ausserdem testet der Think- and Do-Tank in Pilotprojekten Bodenindexpunkte in der Raumplanung. Er führt das Sekretariat der parlamentarischen Gruppe Kreislaufwirtschaft und engagiert sich zusammen mit 20 weiteren Organisationen in der Koalition "Lang leben unsere Produkte" für mehr Kreislaufwirtschaft in der Schweiz. Die Stadt Zürich hat er bei der Erarbeitung der Strategie "Circular Zürich" unterstützt. Für das Projekt Svizra27 für eine nächste Schweizer Landesausstellung erarbeitet sanu durabilitas das Nachhaltigkeitskonzept.

## Publikationen
- Die biotechnische Nutzung genetischer Ressourcen und ihre Regulierung. In: Durabilitas. 2014, mit Gastbeiträgen von Eva Gelinsky, François Meienberg, Stefanie Rost, Peter Kunz, Astrid Epiney, Margret Engelhard, Susette Biber-Klemm (sanudurabilitas.ch).
- Josef Estermann: Wie sich der Bodenverbrauch stoppen lässt. In: Durabilitas. 2016, mit Gastbeiträgen von René L. Frey, Claude Lüscher, Gerd Wolff und Pierre-Alain Rumley (sanudurabilitas.ch).
- N. M. P. Bocken, P. Matzdorf, N. Moussu, P. Pavlova: Resource-light Business Models for a Circular Economy WWF Switzerland, Zürich 2020 (englisch, iiiee.lu.se).

## Belege
1. ↑  Forschung zur Vereinbarkeit von Nachhaltigkeit und Erfolg. In: Luzerner Rundschau. 3. Oktober 2017 (luzerner-rundschau.ch), abgerufen am 17. April 2020.
2. ↑  Jil Schuller: Wie weiter mit dem «Land»? In: Bauernzeitung. 24. April 2019 (bauernzeitung.ch (Memento des Originals vom 24. April 2019 im Internet Archive)  Info: Der Archivlink wurde automatisch eingesetzt und noch nicht geprüft. Bitte prüfe Original- und Archivlink gemäß Anleitung und entferne dann diesen Hinweis.), abgerufen am 17. April 2020.
3. ↑  Sachplan Fruchtfolgenflächen: Bedarf an umfassenderen Daten zur Qualität landwirtschaftlicher Bödenerden. In: Infoletter vom Juni 2018 (forumlandschaft.ch PDF), abgerufen am 17. April 2020.
4. ↑  Peter Knoepfel und Hans-Peter Fricker: Erneuerbare sind endlich. Bei der Förderung und Pflege der «Erneuerbaren» geht es um weit mehr als um Umweltschutz und entsprechendes Emissionsmanagement. In: Neue Zürcher Zeitung. 26. November 2015 (nzz.ch), abgerufen am 17. April 2020.
5. ↑  Parlamentarische Gruppe Kreislaufwirtschaft, auf durabilitas.ch
6. ↑  Koalition für Kreislaufwirtschaft | Organisationen fordern längere Lebensdauer von Konsumgütern, auf blick.ch, abgerufen am 27. September 2023
7. ↑  Eine nachhaltige Landesausstellung – geht das?, aus aargauerzeitung.ch, abgerufen am 27. September 2023